# 금강 엑슬루 타워
금강 엑슬루 타워(영어: Kumgang Exllu Tower)는 대한민국 대전광역시 대덕구 석봉동에 위치한 초고층 아파트이다. 지상 50층이고 높이 160m이며 규모는 2312대다. 2012년 1월에 입주하였다.

## 역사
개발이 되기 전에는 풍한방직터가 있었다. 2008년 4월 30일에 사업이 승인되었고 풍한방직터를 철거한 후 개발을 시작하였다. 로하스 금강 프로젝트의 일환으로 12동의 아파트 단지가 착공하였고 구조방식은 철근 콘크리트 구조이며 2009년에 건설을 시작하면서 2012년 1월에 완공하였다.

## 구성
101동, 104동, 109동, 112동은 최고 36층, 136m 높이로 구성되고 102동 ~ 103동, 105동 ~ 108동, 110동 ~ 111동은 최고 50층, 160m로 구성되어 있다.
| 동 명칭 | 층수 | 높이 |
| ------- | ---- | ---- |
| 101동   | 36층 | 108m |
| 102동   | 50층 | 160m |
| 103동   | 50층 | 160m |
| 104동   | 36층 | 108m |
| 105동   | 50층 | 160m |
| 106동   | 50층 | 160m |
| 107동   | 50층 | 160m |
| 108동   | 50층 | 160m |
| 109동   | 36층 | 108m |
| 110동   | 50층 | 160m |
| 111동   | 50층 | 160m |
| 112동   | 36층 | 108m |

## 높이
최저 36층과 최고 50층까지의 아파트가 있으며 2012년 완공 당시 철도기관 공동사옥 A동과 B동을 제치고 대전에서 가장 높은 건물이 되었다. 또한 대전에서 가장 높은 아파트라고 부르며 이는 타워형 아파트이다.

## 특징

### 아파트
대전의 타워팰리스라고 불리는 금강 엑슬루 타워는 초고층 아파트이며 타워형 아파트라고 하며 대전의 타워팰리스다. 아파트는 매우 높은 곳에 위치하고 있다. 내진설계가 적용되었으며 지진(진도 5.5 ~ 6.5)에도 견딜 수 있다. 지상 50층에는 헬기장이 있으며 착륙이 가능하고 각 동 옥상에는 전망대가 위치해 있다.

### 엘리베이터
이 엘리베이터는 쉰들러 엘리베이터고 승객용 엘리베이터는 동마다 5개씩 설치되어있다. 속도는 210m/min이고 언제나 빠른 엘리베이터다. 화면에는 날짜와 시간이 있고 지하 1층에서 지상 50층까지의 운행이 가능하다. 고속 엘리베이터를 이용해 전망대로 갈 수 있다.

## 내부 시설
지하주차장은 지하 1층에만 있으며 3,634대로 구성된다. 37층부터 50층까지 있는 아파트는 102동 ~ 103동, 105동 ~ 108동, 110동 ~ 111동에 위치하고 있다. 실내 골프연습장, 휘트니스 센터, 실내 농구장 등의 시설이 있다.
| 층수        | 시설                                                              |
| ----------- | ----------------------------------------------------------------- |
| 37층 ~ 50층 | 아파트(102동 ~ 103동) 아파트(105동 ~ 108동) 아파트(110동 ~ 111동) |
| 2층 ~ 36층  | 아파트(101동, 104동, 109동, 112동)                                |
| 1층         | 로비                                                              |
| 지하 1층    | 지하주차장                                                        |

## 같이 보기
- 대전광역시의 마천루 목록